# دست دادن

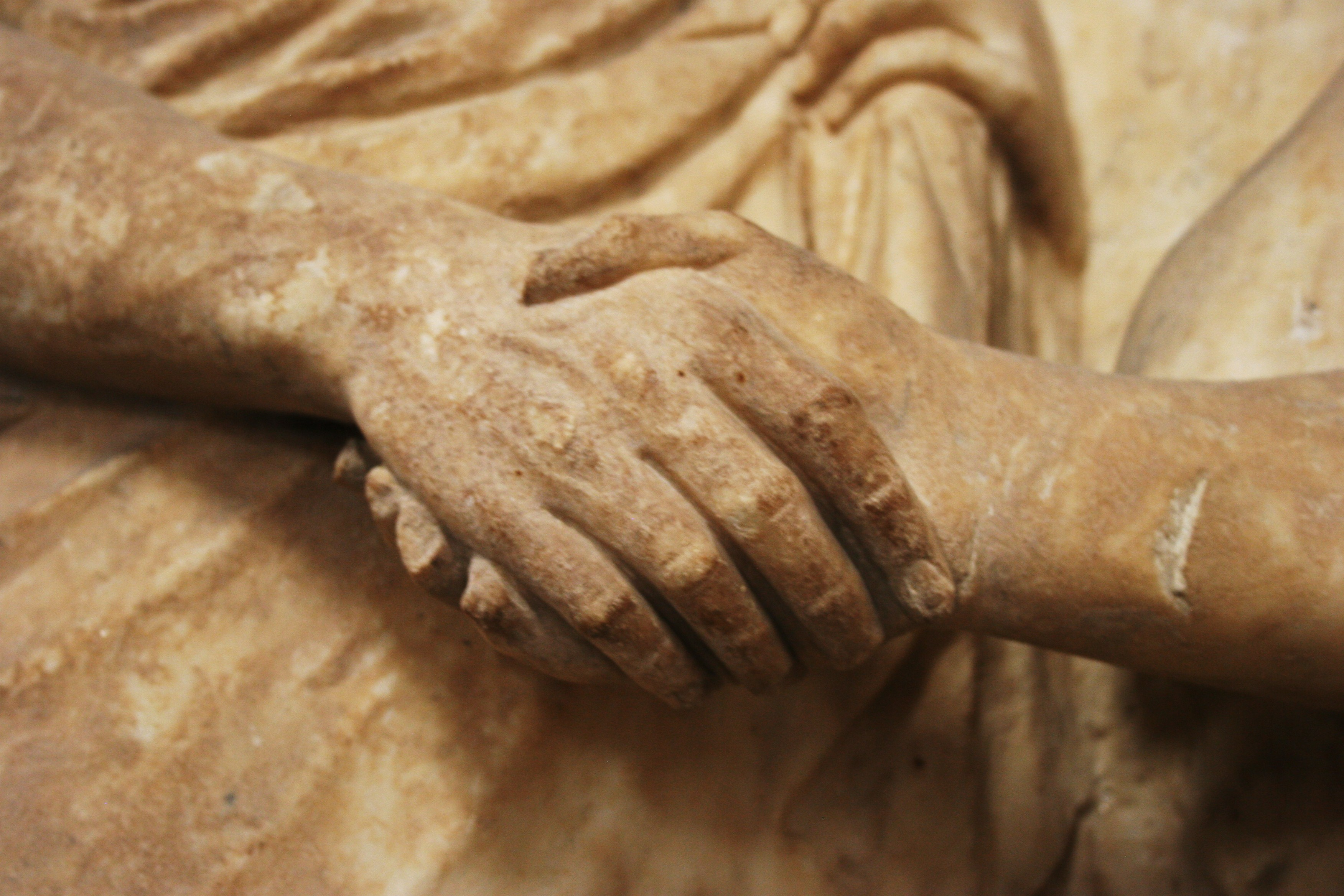
نگاره‌ای از یک تندیس سنگی متعلق به دوران روم باستان که دو مرد را در حال دست‌دادن با یکدیگر نشان می‌دهد. این تندیس، اکنون در موزه پرگامون قرار دارد.

دست‌دادن یا مصافحه مراسمی کوتاه میان دو نفر است که شامل در دست گرفتن دستان چپ یا راست یکدیگر می‌شود که گاهی با تکان مختصری نیز همراه است.

## حالت
دست دادن دقیقاً زمانی شکل می‌گیرد که دو دست بی‌درنگ یکدیگر را لمس می‌کنند. این عمل معمولاً در دیدار، تبریکات، جشن، تقدیم هدیه یا پیشکش، یا بستن قراردادها و توافقنامه‌ها انجام می‌گیرد. دست دادن شکل تکامل یافته‌ای از ارتباط غیرکلامی است که طی سالیان دراز به نمادی جهانی در ارتباطات بدل شده‌است.

## خاستگاه
خاستگاه دقیق دست دادن نامعلوم است و پیشینه آن به هزاران سال پیش باز می‌گردد. ممکن است در دوره یونان باستان، دست دادن، نشانه صلح بین دو نفر بوده که به یکدیگر می‌فهماندند مسلح نیستند. همچنین ممکن است در اروپای سده‌های میانه آغاز شده باشد تا با تکان دادن دست طرف مقابل، اگر سلاحی پنهان کرده تکان خورده و آشکار شود. شماری باور دارند که دست دادن را کوئیکرها ابداع کردند. زیرا دست دادن را از تعظیم کردن برابرخواهانه‌تر می‌دانستند.

## روان‌شناسی
نیاز به ارتباط بدنی با دیگران در انسان، امری نهادینه است. لمس کردن از تاثیرگذارترین روش‌ها بر دیگران است و چون دست‌ها آزاد بوده و پوششی روی آنها نیست راحت‌ترین روش لمس دیگران هستند. دست دادن، نشانه ارتباط بین انسان‌ها و فرگشت به یک حیوان اجتماعی و لمس-محور است.
بر پایه پژوهشی که در مؤسسه بکام صورت گرفت غریبه‌ها نسبت به افرادی که در دست دادن به آنها پیش‌قدم هستند احساس بهتری دارند. دست دادن قاطع و دوستانه همواره در دنیای تجارت به عنوان روشی برای برانگیختن حس بهتر اولیه توصیه شده است. این برخورد و رفتار اجتماعی از زمان باستان وجود داشته است. به گونه‌ای که افراد برای نشان دادن این موضوع به غریبه‌ها مبنی بر عدم داشتن سلاح مورد تأکید بوده است.

## سیاست
برآورد می‌شود رئیس‌جمهور ایالات متحده آمریکا سالانه با ۶۵ هزار نفر دست می‌دهد.

## بیماری
در برخی دوره‌های تاریخی و فرهنگ‌ها از دست دادن خودداری می‌شد. زیرا دست‌، اندامی است که با هر چیزی تماس دارد و عامل انتقال عوامل بیماری‌زا بوده و باعث همه‌گیری بیماری می‌شود. نمونه آن دوری از دست دادن برای جلوگیری از دنیاگیری کروناویروس است.

## حیوانات
میل بیولوژیک به لمس کردن و لمس شدن در دیگر حیوانات هم دیده می‌شود. شامپانزه‌ها معمولا کف دست یکدیگر را لمس می‌کنند، همدیگر را در آغوش گرفته، و گاهی برای خوشامدگویی یکدیگر را می‌بوسند. زرافه‌های نر برای ارزیابی اندازه و قدرت دیگری و  تسلط بر او، گردن‌های خود را به دور یکدیگر می‌پیچند، تاب می‌دهند، و به هم می‌مالند.

## اسلام
در برخی از مذاهب، از جمله مذهب شیعه، دست دادن مرد و زن نامحرم حرام است؛ ولی اگر دست ندادن موجب ضرر شود مجاز است. 
این مسئله در بین دیپلمات‌ها و شخصیت‌های سیاسی برخی از کشورها نیز دیده می‌شود. این موضوع گاهی در مجامع سیاسی یا در دیدارهای دیپلماتیک به ایجاد رنجش یا حتی لغو نشست و دیدار می‌انجامد.
حسینعلی منتظری نخستین فقیه مسلمانی است که در فتوایی ساختارشکن بر جواز مصافحه (دست دادن) با زنان غیر مسلمان و زنان مسلمان نامحرمی که عدم مصافحه را بی‌احترامی به خود می‌دانند، صحه گذاشت و آن را حلال دانست.

## کنار گذاشتن موقتی
با دنیاگیری کروناویروس و دوری جستن از تماس فیزیکی با دیگران، عادت دست دادن کنار گذاشته شده و روش‌های احوال‌پرسی دیگری مانند مشت زدن یا آرنج‌زدن به یکدیگر جایگزین آن شد. پس از فروکش کردن نسبی کرونا، دست دادن تقریبا به روال عادی بازگشته است.

## نگارخانه

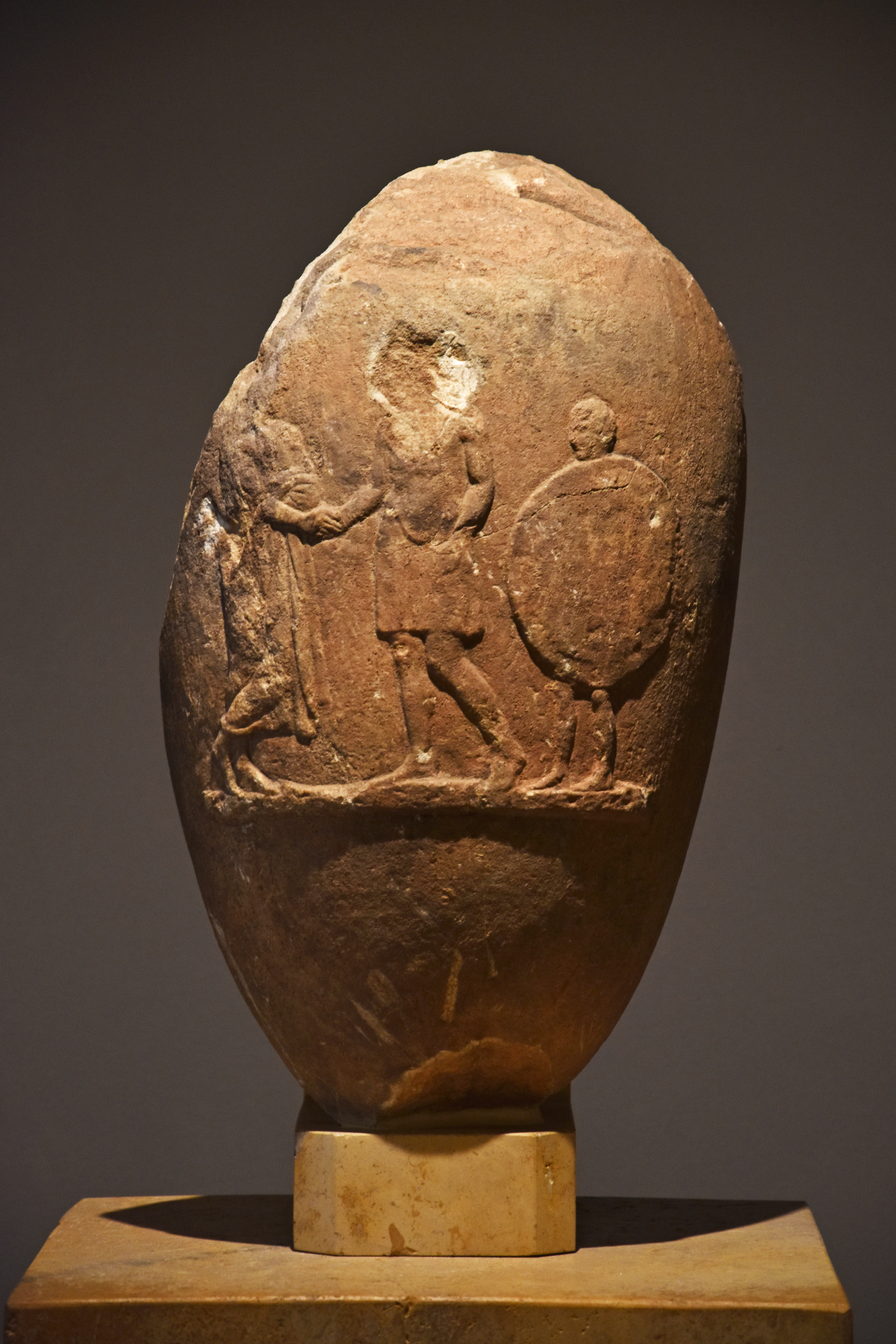
هوپلیت greeting an older man with slave carrying the aspis
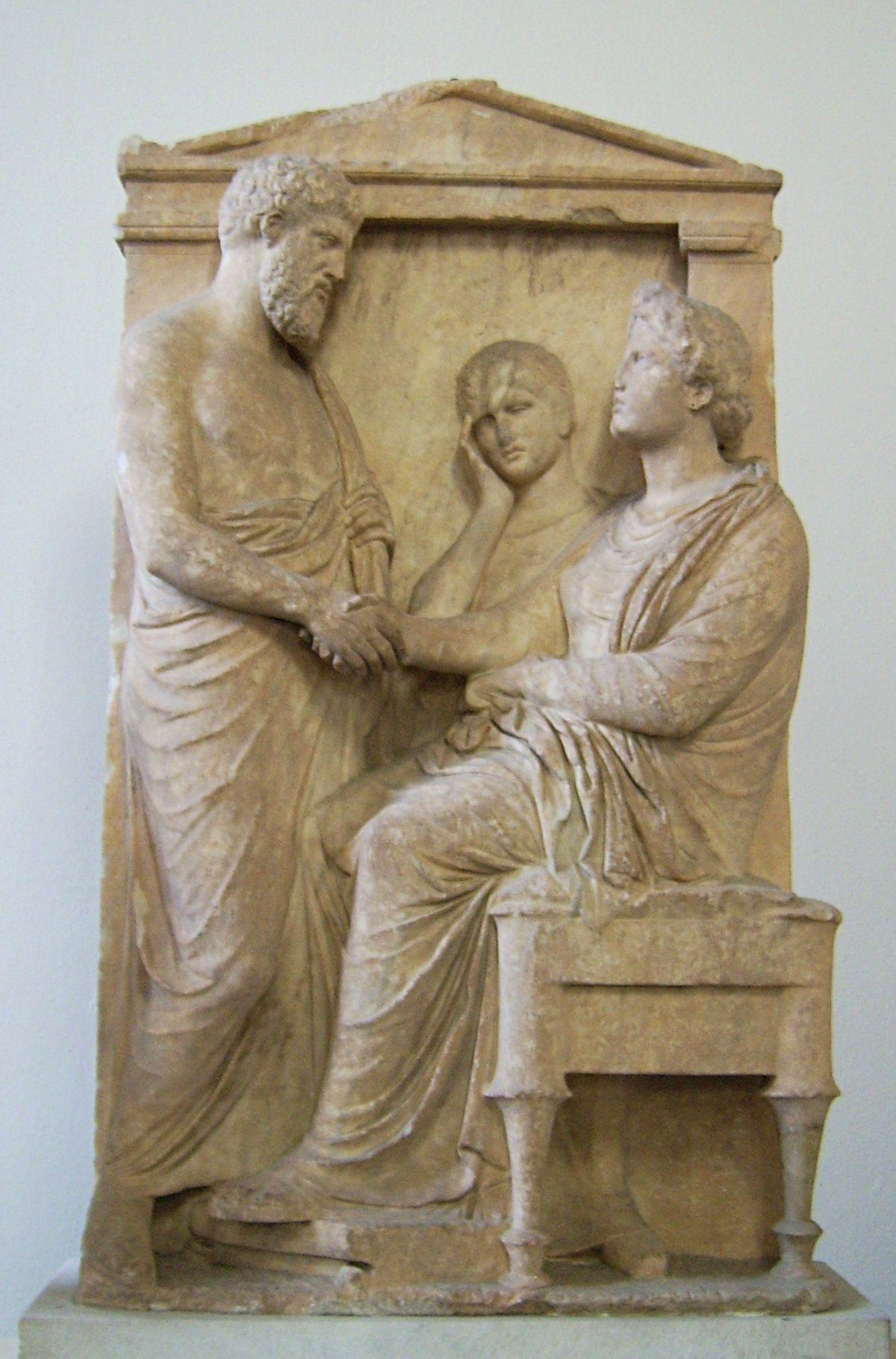
Funerary stele of Thrasea and Euandria. Marble, ca. 375-350 BC. Antikensammlung Berlin, موزه پرگامون،  ۷۳۸
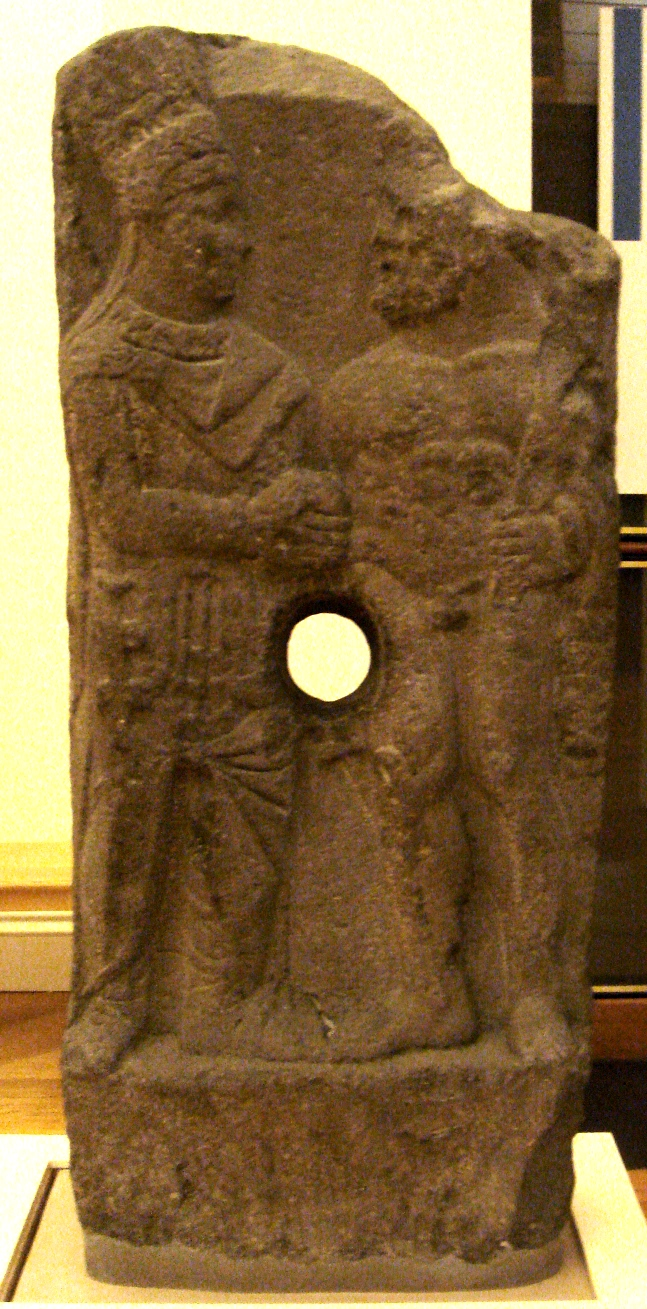
Antiochus I of Commagene, shaking hands with هرکول 70-38 BC, موزه بریتانیا.